# میلان راشیچ
میلان راشیچ (صربی: Милан Рашић؛ زادهٔ ۲ فوریهٔ ۱۹۸۵) یک بازیکن والیبال اهل صربستان است.